# Adrián Sieiro
Adrián Sieiro Barreiro (Poyo, 7 de diciembre de 1992) es un deportista español que compite en piragüismo en la modalidad de aguas tranquilas.
Ganó tres medallas en el Campeonato Mundial de Piragüismo entre los años 2022 y 2024, y cinco medallas en el Campeonato Europeo de Piragüismo entre los años 2018 y 2025.

## Palmarés internacional
| Campeonato Mundial | Campeonato Mundial       | Campeonato Mundial | Campeonato Mundial |
| Año                | Lugar                    | Medalla            | Competición        |
| ------------------ | ------------------------ | ------------------ | ------------------ |
| 2022               | Halifax (Canadá)         | Medalla de oro     | C4 500 m           |
| 2023               | Duisburgo (Alemania)     | Medalla de oro     | C4 500 m           |
| 2024               | Samarcanda (Uzbekistán)  | Medalla de bronce  | C4 500 m mixto     |
| Campeonato Europeo |                          |                    |                    |
| Año                | Lugar                    | Medalla            | Competición        |
| 2018               | Belgrado (Serbia)        | Medalla de bronce  | C2 1000 m          |
| 2022               | Múnich (Alemania)        | Medalla de oro     | C2 500 m           |
| 2024               | Szeged (Hungría)         | Medalla de bronce  | C2 200 m           |
| 2025               | Račice (República Checa) | Medalla de oro     | C4 500 m mixto     |
| 2025               | Račice (República Checa) | Medalla de plata   | C2 500 m           |